# Municipio de Keystone (Minnesota)
El municipio de Keystone (en inglés: Keystone Township) es un municipio ubicado en el condado de Polk en el estado estadounidense de Minnesota. En el año 2010 tenía una población de 91 habitantes y una densidad poblacional de 0,99 personas por km².

## Geografía
El municipio de Keystone se encuentra ubicado en las coordenadas 47°58′40″N 96°48′18″O / 47.97778, -96.80500. Según la Oficina del Censo de los Estados Unidos, el municipio tiene una superficie total de 92.37 km², de la cual 92,37 km² corresponden a tierra firme y (0 %) 0 km² es agua.

## Demografía
Según el censo de 2010, había 91 personas residiendo en el municipio de Keystone. La densidad de población era de 0,99 hab./km². De los 91 habitantes, el municipio de Keystone estaba compuesto por el 95,6 % blancos y el 4,4 % eran de una mezcla de razas. Del total de la población el 0 % eran hispanos o latinos de cualquier raza.